# Maguiaqui
Maguiaqui, jedna od skupina Varohio Indijanaca iz južne Sonore, Meksiko, na zapadnoj obali rijeke Rio Mayo, sjeverno od Alamosa. Njihovo glavno selo nosilo je isto ime, a neki od njih živjeli su i s Chinipa Indijancima u selu San Andrés Chinipas.